# 二硫化一氢
二硫化一氢是一种短寿命的自由基，化学式为HS2，最初于1950年在光谱中检测到。

## 制备
HS2可以在纯H2S或H2S/Ar混合物的气相脉冲辐射分解中产生，而H2S/H2体系中无法观测到HS2。
在H2S和氟原子（氦气稀释）的反应中有HS2自由基产生。氢（5-10 Pa）和氦（100-150 Pa）的混合气体经过100W的微波放电，通过150 °C下的熔硫也能得到HS2，若用同位素氘反应，亦有DS2生成。此外，在低温下对H2S2光解的过程中可以观测到巯基自由基的产生：H2S2 —hv.→ 2 HS，巯基一产生便会迅速和H2S2发生反应，生成HS2：HS + H2S2 → H2S + HS2。
其它反应还包括S2+和甲硫醇的反应：
S2+ + CH3SH → CH2SH+ + HS2

## 结构
HS2分子中，HS键长1.3523 Å，SS键长1.9603  Å，H-S-S键角101.74°，它具有2A″对称性。

## 相关物种
烷基取代的RS2自由基（R=CH3、C2H5等）发现可以在γ-辐射的二硫化物或紫外线照射的硫醇的固体基质的热退火中产生。HS2+阳离子可在S+和H2S的反应中作为副产物生成。超硫化物阴离子S2−可以在配合物中作为配体参与配位。
三硫化一氢（HS3）及其阴离子（HS3−）于2008年首次被检测到，在HS3+/0/−物种中，HS-SS键长（2.046-2.148）比相应的氧类似物HO-OO键长（1.384-1.857）要长。

## 拓展阅读
1. R. P. A. Bettens, H.-H. Lee, Eric Herbst. . The Astrophysical Journal. 1995-04, 443: 664  [2019-10-31]. ISSN 0004-637X. doi:10.1086/175558. （原始内容存档于2018-06-12） （英语）.
2. A.B. Sannigrahi. . Journal of Molecular Structure. 1978-04, 44 (2): 223–229  [2019-10-31]. doi:10.1016/0022-2860(78)87032-X. （原始内容存档于2018-06-14） （英语）.
3. Mohammad Solimannejad, Steve Scheiner. . Molecular Physics. 2009-04-20, 107 (8-12): 713–719  [2019-10-31]. ISSN 0026-8976. doi:10.1080/00268970802397944. （原始内容存档于2022-05-08） （英语）.
4. B. Edhay, S. Lahmar, Z. Ben Lakhdar, M. Hochlaf. . Molecular Physics. 2007-05-10, 105 (9): 1115–1122  [2019-10-31]. ISSN 0026-8976. doi:10.1080/00268970701196975 （英语）.
5. Alan Hinchliffe. . Journal of Molecular Structure. 1980-09, 66: 235–242  [2019-10-31]. doi:10.1016/0022-2860(80)80178-5. （原始内容存档于2018-06-29） （英语）.